# Brush with Greatness
«Brush With Greatness», llamado «Pinta con grandeza» en España y «Pinceles con alma» en Hispanoamérica, es un capítulo perteneciente a la segunda temporada de la serie animada Los Simpson, emitido originalmente el 11 de abril de 1991. El episodio fue escrito por Brian K. Roberts y dirigido por Jim Reardon. Ringo Starr fue la estrella invitada.

## Sinopsis
Después de que Bart y Lisa ven un anuncio en el programa de Krusty sobre el parque acuático Mt. Splashmore (Salpicamás en España y Monte Splash en Hispanoamérica), le preguntan repetidamente a Homer si pueden ir. Con tal de que dejaran de molestarlo, Homer acepta que vayan todos en familia.
Una vez en Mt. Splashmore, Bart y Lisa, y posteriormente Homer van a un tobogán de agua, en donde se lanzaban desde una superficie alta hasta una piscina. Los niños se lanzan sin problemas, pero Homer queda atascado en medio del tobogán por su exceso de peso. Luego de que Homer es rescatado y se ve a sí mismo por televisión, decide iniciar una dieta para bajar de peso. 
Mientras que Homer hace su dieta, Bart descubre en el ático de la casa unas pinturas de Ringo Starr hechas por Marge cuando iba a la escuela preparatoria y estaba enamorada de Ringo. Marge le cuenta a todos que su maestro de arte odiaba y menospreciaba su forma de pintar y sintiéndose mal, como última opción le había enviado una de sus pinturas a Ringo Starr, pero que nunca recibió una respuesta y jamás volvió a pintar.
Lisa, al ver que su madre tiene talento, le sugiere tomar clases de pintura en la Escuela de Arte de Springfield. Cuando Marge quiere inscribirse, le dicen que el maestro debe primero analizar el estilo de arte de cada aspirante para ser aceptados. El maestro Lombardo queda sorprendido por las pinturas de Marge y la admite en su curso. En sus clases, hace una pintura de Homer, la cual es admirada por su profesor, quien le propone entrar a un concurso de arte. Marge acepta y su pintura gana el concurso.
El Sr. Burns, al ver el talento de Marge, le pide que haga un retrato de él para colgar en la nueva ala del museo de arte de Springfield. El ala sería donada por Burns. Marge, a regañadientes, acepta hacer la pintura.
Burns le insiste a Marge que luzca hermoso en el cuadro; pero Marge descubre lo ruin que es la personalidad de Burns. Mientras ella pinta, Homer se da cuenta de que había adelgazado 21 libras, pesándose en la balanza del baño. Cuando Homer va, feliz, a contarle a Marge de su avance, Burns dice que Homer lucía mal y aún gordo. Luego del insulto hacia su marido, Marge se niega a seguir pintando para Burns. 
Después de encontrar a Homer intentando suicidarse y de discutir, Homer la convence de continuar. Además, en ese momento, recibe una carta de Ringo Starr, en la cual agradecía a Marge por la pintura afirmando que era una gran artista y que continuase pintando. Todo esto hace que Marge recupere la confianza en sí misma y siga haciendo la pintura, pese a todo. 
Cuando el cuadro queda terminado, es presentado junto a la inauguración del Ala Burns del Museo de Arte. La pintura muestra a Burns desnudo, muy débil y frágil. La gente queda sorprendida, pero Marge explica que el cuadro mostraba a Burns tal cual era realmente: una persona vulnerable, muy débil, que cualquier día se iría para siempre. Luego de esta explicación, toda la gente, incluyendo a Burns, halagan la pintura de Marge.